# Myriotrochus giganteus
Myriotrochus giganteus är en sjögurkeart som beskrevs av Clark 1920. Myriotrochus giganteus ingår i släktet Myriotrochus och familjen hjulsjögurkor. Inga underarter finns listade i Catalogue of Life.